# Frank Arnesen
Frank Arnesen (Copenhague, Dinamarca, 30 de septiembre de 1956) es un 
exfutbolista danés, se desempeñaba como mediapunta. Actualmente es el director deportivo del Hamburgo SV, y anteriormente lo fue del Chelsea y el Tottenham Hotspur.
Pese a su origen danés, Arnesen comenzó jugando en las categorías inferiores del Ajax. Está considerado uno de los mejores jugadores de la historia de Dinamarca, junto a otras grandes estrellas como Michael Laudrup, Peter Schmeichel o Allan Simonsen.

## Biografía
Arnesen comenzó jugando en el AFC Ajax, uniéndose al equipo en noviembre o diciembre de 1975. En el club de Ámsterdam coincidió con su compatriota Søren Lerby, cuando este tenía solo 17 años. Su debut se produciría en marzo de 1976 contra el FC Utrecht. En 1977 debutaría con la selección de fútbol de Dinamarca. En su carrera con el Ajax, Arnesen tuvo un rendimiento increíble, tanto a nivel personal como de equipo.
En 1981 se mudó a España fichando por el Valencia CF. En el conjunto "ché", Arnesen no tuvo demasiadas participaciones, y dos temporadas después se trasladó a Bélgica para fichar por el Anderlecht. Tras otras dos temporadas con los belgas, Arnesen retornó a los Países Bajos para fichar por los eternos enemigos del Ajax, el PSV Eindhoven. Con el PSV ganaría otra buena ración de títulos, además de coincidir con una gran hornada de jugadores daneses como Jan Heintze, Ivan Nielsen y de nuevo, Søren Lerby.

## Clubes
| Club           | País         | Año       | Partidos | Goles |
| -------------- | ------------ | --------- | -------- | ----- |
| AFC Ajax       | Países Bajos | 1975-1981 | 209      | 75    |
| Valencia CF    | España       | 1981-1983 | 32       | 13    |
| RSC Anderlecht | Bélgica      | 1983-1985 | 50       | 15    |
| PSV Eindhoven  | Países Bajos | 1985-1988 | 55       | 11    |

## Palmarés
AFC Ajax
- Eredivisie: 1976-77, 1978-79, 1979-80
- Copa de los Países Bajos: 1979

PSV Eindhoven
- Eredivisie: 1985-86, 1986-87, 1987-88
- Copa de los Países Bajos: 1988
- Copa de Europa: 1988

- Datos: Q353969
- Multimedia: Frank Arnesen / Q353969